# Chrysosoma annotatum
Chrysosoma annotatum är en tvåvingeart som beskrevs av Becker 1922. Chrysosoma annotatum ingår i släktet Chrysosoma och familjen styltflugor.
Artens utbredningsområde är Sri Lanka. Inga underarter finns listade i Catalogue of Life.